# Ozkotirna železnica
Ozkotirna železnica je vrsta železnice s tirno širino od 600 do 950 milimetrov. 
Večinoma se je ozkotirna proga uporabljala na odsekih lokalnih železniških prog in industrijskih prog (npr. gozdna železnica ali rudniška proga). Začetki gradenj prvih ozkotirnih železnic segajo v čas po letu 1880, razmah pa je gradnja doživela v prvih treh desetletjih 20. stoletja. Večino ozkotirnih prog v Sloveniji so začeli ukinjati v obdobju po letu 1960. 
Na območju nekdanje Avstro-Ogrske je bil leta 1880 sprejet zakon, ki je olajšal in poenostavil ter zmanjšal stroške za gradnjo železnic. H gradnji ozkotirnih prog je zelo pripomoglo tudi Avstro-Ogrsko zavzetje Bosne in Hercegovine. Vojaška uprava je najprej tako zgradila tirno povezavo od Bosanskega Broda do Sarajeva. Gradnja teh železnic se je hitro razširila po celotni Bosni in Hercegovini, saj so v nekaj desetletjih zgradili kar 1000 km prog. Ozkotirne proge so gradili tudi v Srbiji, Makedoniji, Črni gori, Avstriji, Švici, Franciji, Italiji in v Sloveniji.
Dimenzije ozkotirnih prog:
- 600 mm (poljske železnice)
- 610 mm
- 750 mm
- 760 mm (bosanska širina proge; najpogostejša na območju nekdanje AO in Jugoslavije)
- 762 mm
- 891 mm (Švedska)
- 900 mm
- 914 mm
- 950 mm (Italija)

## Nekatere pomembnejše ozkotirne proge

### Slovenija
- Trst—Buje—Poreč »Porečanka«
- Poljčane—Slovenske Konjice—Zreče
- Čedad—Kobarid
- Železniška proga Brezno—Josipdol (1923)
- Pionirska proga Ljubljana
- Idrijski Feldbahn

### BiH
- Bosanski Brod-Doboj-Zenica-Sarajevo
- Sarajevo-Ustipraća-Višegrad-Vardište
- Lašva-D.Vakuf-(Bugojno-G.Vakuf)-Srnetica
- Sarajevo-Mostar
- Međeđa-Uvac-Priboj
- Mostar-Čapljina-Dubrovnik
- Prijedor-Srnetica-Drvar-Lička Kaldrma-Knin
- Ustiprača-Goražde-Foča-Miljevina
- Doboj-Gračanica-Tuzla-Simin Han
- Zavidovići-Olovo-Han Pijesak-Kusače
- Hum-Trebinje-Bileća
- Usora-Teslić-Pribinić
- Bosanska Rača–Bijeljina–Ugljevik-B. Mezgraja

### Črna gora
- Bileća-Nikšić-Podgorica
- Uskopje-Herceg Novi-Zelenika
- Bar-Virpazar
- Podgorica-Plavnica

### Srbija
- Stalać-Kruševac-Kraljevo-Čačak-Užice
- Lajkovac-Gornji Milanovac-Čačak
- Mladenovac-Aranđelovac-Lajkovac
- Beograd-Čukarica-Obrenovac
- Zrenjanin-Radojevo
- Paraćin-Zaječar
- Metovnica-Bor
- Zabrežje-Obrenovac-Lajkovac-Valjevo
- Užice-Šargan-Vardište
- Ćuprija-Senjski Rudnik-Ravna Reka
- Bosanska Rača–Bijeljina–Ugljevik
- Šabac-Loznica-Banja Koviljača
- Dubravica-Požarevac-Ladne Vode
- Ćićevac-Sveti Petar
- Veliki Jastrebac-Obiličevo

### Makedonija
- Skopje-Ohrid-Struga-Tasmarunista
- Gradsko-Prilep-Bitola (600mm)
- Kumanovo-Guesevo